# Мазинг, Виктор Викторович
Ви́ктор Ви́кторович Ма́зинг (эст. Viktor Masing, 11 апреля 1925, Тарту — 18 марта 2001, Тарту) — советский и эстонский болотовед, геоботаник и эколог, популяризатор науки, доктор биологических наук (1969), академик Эстонской академии наук (1993). Почётный гражданин Тарту.

## Биография
Родился в Тарту 11 апреля 1925 года. С детства интересовался биологией, собирал коллекции бабочек. В 1946 году поступил в Тартуский университет, изучал орнитологию и этологию. Изучая птиц болот, заинтересовался болотоведением и изучением болотных экосистем. В 1951 году окончил Тартуский университет, после чего некоторое время работал лаборантом в Эстонской сельскохозяйственной академии.
С 1956 года Мазинг — сотрудник кафедры систематики растений и геоботаники в Тарту. В 1958 году стал кандидатом наук, с 1961 года преподавал в звании доцента. В 1969 году защитил диссертацию на соискание степени доктора биологических наук. В 1971 году Виктор Викторович стал профессором Тартуского университета.
В 1964 году Виктор Мазинг стал членом Московского общества испытателей природы.
Виктор Викторович Мазинг опубликовал более 600 работ на русском, эстонском, немецком и английском языках. Помимо экологии растений и болотоведения Мазинг также занимался изучением истории науки, геоэкологии, синэкологии, охраной природы. Наибольшую значимость для геоботаники представляют труды Виктора Викторовича по разработке концепции консорций, по смене парадигм фитоценологии.
В 1979 году В. В. Мазинг в соавторстве с М. С. Боч опубликовал сводку «Экосистемы болот СССР», важнейшую работу по болотоведению. Также он был составителем 3-го тома эстонского учебника Botaanika.
С 1969 по 1980 Мазинг был редактором Эстонской энциклопедии, также был главным редактором Эстонской детской энциклопедии. Он написал 6 книг для детей, среди которых «На ты с дубом» (1985) получила первую премию на эстонском конкурсе детской книги, Литературную премию Эстонской ССР имени Юхана Смуула (1985).
Виктор Викторович неоднократно путешествовал по Европе, Индии и Австралии. В 1993 году Виктор Мазинг был избран академиком Эстонской академии наук. Став почётным профессором в университете, продолжал изучение болот. В 1996 году ему был присуждён Орден Государственного герба 3 класса.
В последние годы жизни В. В. Мазинг планировал издать серию статей о советских и российских болотоведах, однако успел издать только биографическую справку Р. И. Аболина.
Скончался В. В. Мазинг в Тарту 18 марта 2001 года, похоронен на кладбище Раади.

## Некоторые научные публикации
- Боч М. С., Мазинг В. В. Экосистемы болот СССР. — Л., 1979. — 188 с.
- Mazing, V. Peatland ecosystems. — Tallinn, 1982. — 162 p.
- Мазинг В. В. Охрана окружающей среды в городах. — Тарту, 1985. — 119 с.
- Мазинг В. В. Рациональное природопользование и уход за ландшафтом в районах горных разработов. — Тарту, 1989. — 143 с.
- Mazing, V. Ökoloogialeksikon. — Tallinn, 1992. — 319 p. — ISBN 5-89900-010-4.
- Mazing, V. Wild Flowers of Estonia. — Tallinn, 2002. — 247 p. — ISBN 9985-800-25-7.